# Eiji Tomii
Eiji Tomii (富井 英司 Tomii Eiji?), född 7 oktober 1987 i Miyazaki prefektur, är en japansk fotbollsspelare.
Tomii började sin karriär 2010 i SC Sagamihara. Efter SC Sagamihara spelade han för Grulla Morioka och Fujieda MYFC. Han avslutade karriären 2015.